# Vlag van Ritthem

Vlag van Ritthem
(?-1966)

Van de vlag van Ritthem is niet bekend of deze ooit officieel is vastgesteld als de gemeentevlag van de Zeeuwse gemeente Ritthem. Deze gemeentevlag bevindt zich in het Zeeuws maritiem muZEEum. De vlag is diagonaal in tweeën gedeeld van de top van de broekzijde naar de onderkant van de vluchtzijde. De driehoek aan de broekzijde is wit, die aan de vlucht is groen. Midden op het witte vlak is het wapen van Ritthem afgebeeld. De naam "Ritthem" is in goudgeel aan de onderkant van de vlag geplaatst, half over het witte, half over het groene gedeelte heen.
Op 1 juli 1966 ging Ritthem op in de gemeente Vlissingen, waardoor de vlag als gemeentevlag kwam te vervallen.

## Verwante afbeelding

Het wapen van Ritthem

Aardenburg 
· Arnemuiden 
· Axel 
· Baarland 
· Biervliet 
· Biggekerke 
· Borssele 
· Breskens 
· Brouwershaven 
· Bruinisse 
· Burgh 
· Domburg 
· Dreischor 
· Driewegen 
· Duiveland 
· Ellewoutsdijk 
· 's-Gravenpolder 
· Groede 
· Haamstede 
· 's-Heer Abtskerke 
· 's-Heer Arendskerke 
· Hoedekenskerke 
· Hontenisse 
· IJzendijke 
· Kloetinge 
· Kortgene 
· Koudekerke 
· Krabbendijke 
· Kruiningen 
· Mariekerke 
· Meliskerke 
· Middenschouwen 
· Nieuw- en Sint Joosland 
· Nisse 
· Noordgouwe 
· Oostburg 
· Oostkapelle 
· Oud-Vossemeer 
· Oudelande 
· Ovezande 
· Poortvliet 
· Retranchement 
· Rilland-Bath 
· Ritthem 
· Sas van Gent 
· Scherpenisse 
· Schoondijke 
· Sint-Annaland 
· Sint Jansteen 
· Sint-Maartensdijk 
· Sint Philipsland 
· Sluis 
· Sluis-Aardenburg 
· Stavenisse 
· Valkenisse 
· Vogelwaarde 
· Waarde 
· Waterlandkerkje 
· Wemeldinge 
· Westdorpe 
· Westerschouwen 
· Westkapelle 
· Wissenkerke 
· Wolphaartsdijk 
· Zaamslag 
· Zierikzee 
· Zuiddorpe 
· Zuidzande